# Cattedrali a Porto Rico
Questa è una lista delle cattedrali in Porto Rico.

## Cattedrali cattoliche
| Cattedrale                                   | Arcidiocesi o Diocesi                | Località | Dedicazione                 | Note |
| -------------------------------------------- | ------------------------------------ | -------- | --------------------------- | ---- |
| Cattedrale di San Giovanni Battista          | Arcidiocesi di San Juan (Porto Rico) | San Juan | San Giovanni Battista       |      |
| Cattedrale di San Filippo apostolo           | Diocesi di Arecibo                   | Arecibo  | San Filippo apostolo        |      |
| Cattedrale del Dolce Nome di Gesù            | Diocesi di Caguas                    | Caguas   | Gesù                        |      |
| Cattedrale di San Giacomo apostolo           | Diocesi di Fajardo-Humacao           | Fajardo  | San Giacomo apostolo        |      |
| Cattedrale del Dolcissimo Nome di Gesù       | Diocesi di Fajardo-Humacao           | Humacao  | Gesù                        |      |
| Cattedrale di Nostra Signora della Candelora | Diocesi di Mayagüez                  | Mayagüez | Vergine della Candelaria    |      |
| Cattedrale di Nostra Signora di Guadalupe    | Diocesi di Ponce                     | Ponce    | Nostra Signora di Guadalupe |      |

## Cattedrale episcopale
| Cattedrale                          | Diocesi                          | Città    | Dedicazione           | Immagine |
| ----------------------------------- | -------------------------------- | -------- | --------------------- | -------- |
| Cattedrale di San Giovanni Battista | Diocesi episcopale di Porto Rico | San Juan | San Giovanni Battista |          |